# Saab Arena
Saab Arena es un recinto de eventos deportivos y musicales, situado en la ciudad de Linköping (Suecia). Su construcción costó la cantidad total de 249 millones de coronas suecas y corrió a cargo de la marca fabricante de caramelos Cloetta de la cual obtuvieron los derechos de denominación del recinto y se llamó por primera vez Cloetta Center. Cuenta con un aforo de un total de 8.500 personas durante eventos deportivos y 11.500 durante conciertos. Fue inaugurado en el año 2004 y tras su apertura se convirtió en la nueva sede oficial del equipo de Hockey sobre hielo, Linköpings HC, en sustitución de su antigua sede Stångebro Ishall.
El día 10 de julio de 2013 la marca propietaria Cloetta, anunció que no iba a renovar su contrato con el recinto tras finalizar la temporada 2013-14 de la Liga Svenska hockeyligan (SHL), lo que significaba que pasaría a tener otro nombre. Seguidamente el día 16 de junio de 2014, la empresa sueca de automovilismo y aviación Saab AB junto al equipo local Linköpings HC, firmaron un contrato para hacerse cargo del recinto y así obtener los derechos. Para la temporada 2014-15, se acordó el cambiar el nombre y actualmente ha pasado a llamarse: Saab Arena.

## Eventos
El recinto Saab Arena, aparte de ser la sede oficial del equipo de hockey sobre hielo, Stångebro Ishall la cual acoge algunos de los partidos de la Liga Svenska hockeyligan, también acoge numerosos eventos como ser una de las sedes del Campeonato Mundial de Balonmano Masculino de 2011.
También acoge eventos musicales como la selección nacional del Melodifestivalen de 2005, 2008 y 2011 y conciertos de numerosos artistas y grupos conocidos internacionalmente como Deep Purple, Europe, John Fogerty, Toto, W.A.S.P., Whitesnake, Lady Gaga, Meat Loaf, Jerry Lee Lewis, Lars Winnerbäck, Rod Stewart, Motörhead, Bryan Adams o Judas Priest.